# Enno von Rintelen
Enno Emil von Rintelen (* 6. November 1891 in Stettin; † 7. August 1971 in Heidelberg) war ein deutscher Offizier, zuletzt General der Infanterie während des Zweiten Weltkriegs.

## Leben
Er entstammte einem alten Herforder Ratsgeschlecht und war der Sohn des preußischen Generalleutnants Wilhelm Rintelen (1855‒1938), der im Jahr 1913 mit allen Nachkommen in den erblichen preußischen Adelsstand erhoben wurde, und der Hedwig Russell (1865‒1953). Rintelen heiratete am 9. Juni 1920 in Stettin Ernina Boy-Keßler (* 23. April 1897 in Stettin; † 5. Februar 1988 in Heidelberg), die Tochter des preußischen Majors Harry von Keßler und der Elsbeth Rückforth, Adoptivtochter der Franziska Boy. Das Ehepaar hatte eine Tochter und einen Sohn.
Rintelen trat in die Preußische Armee ein, wurde am 18. September 1910 zum Fahnenjunker und am 27. Januar 1912 zum Leutnant befördert. Im Ersten Weltkrieg diente er in verschiedenen Truppenverbänden an der Front, zuletzt seit 18. Oktober 1918 als Hauptmann. Er erhielt beide Klassen des Eisernen Kreuzes.
Nach dem Krieg in die Reichswehr übernommen, diente Rintelen u. a. im Generalstab des Gruppenkommandos 2 in Kassel und beim Stab der 2. Kavallerie-Division. Am 1. Dezember 1933 wurde er zum Oberstleutnant und Bataillonskommandeur befördert, und ab 1. Oktober 1935 war er als Oberst an die Wehrmachtakademie versetzt.
Ab 1. Oktober 1936 war Rintelen als Militärattaché in Rom eingesetzt. Ab Juli 1939 erhielt er Unterstützung durch den Gehilfen, Flieger-Stabsingenieur Dietrich Schwencke. Nach Beginn des Zweiten Weltkriegs wurde er am 20. April 1940 zusätzlich im Rang eines Generalmajors (Beförderung am 1. Juni 1939) zum Bevollmächtigten Deutschen General beim Hauptquartier der italienischen Streitkräfte ernannt. Am 1. Juni 1941 wurde er zum Generalleutnant und am 1. Juli 1942 bereits zum General der Infanterie ernannt. Rintelen wurde zum 1. September 1943 in die Führerreserve versetzt; Rudolf Toussaint wurde sein Nachfolger. 
Am 31. Dezember 1944 wurde Rintelen unter Verleihung des Deutschen Kreuzes in Silber in den Ruhestand verabschiedet.

## Werke
- Mussolini als Bundesgenosse: Erinnerungen des deutschen Militärattachés in Rom, 1936–1943. Rainer Wunderlich Verlag Hermann Leins, Tübingen u. a. 1951, DNB 454052995.